# Neolissochilus stracheyi
Neolissochilus stracheyi es una especie de peces de la familia de los Cyprinidae en el orden de los Cypriniformes.

## Morfología
Los machos pueden llegar alcanzar los 60 cm de longitud total.

## Hábitat
Es un pez de agua dulce.

## Distribución geográfica
Se encuentra en Birmania, Tailandia y, posiblemente, Camboya (incluyendo los ríos Salween, Maeklong, Chao Phraya y Mekong ).